# Miss Evers' Boys
Miss Evers 'Boys (bra: Cobaias) é um telefilme estadunidense de 1997, dirigido por Joseph Sargent e estrelado por Alfre Woodard e Laurence Fishburne. É uma adaptação da peça teatral de 1992 escrita por David Feldshuh baseado na história real do experimento de décadas de Tuskegee. Foi indicado a 12 prêmios Emmy e venceu em quatro categorias, incluindo melhor telefilme.

## Elenco
| Ator               | Papel                |
| ------------------ | -------------------- |
| Alfre Woodard      | Eunice Rivers Laurie |
| Laurence Fishburne | Caleb Humphries      |
| Craig Sheffer      | Dr. Douglas          |
| Joe Morton         | Dr. Sam Brodus       |
| Obba Babatundé     | Willie Johnson       |
| Ossie Davis        | Mr. Evers            |
| E.G. Marshall      | The Senate Chairman  |